# Siège de Corbie
Guerre de Trente Ans
Batailles
Le siège de Corbie s'est déroulé pendant la guerre de Trente Ans. Prise par les Espagnols le 15 août 1636, la ville de Corbie (Picardie) fut assiégée par les troupes françaises de Louis XIII et du cardinal de Richelieu. Le 9 novembre, après six semaines de siège, les Espagnols faisaient leur reddition.

## Contexte historique
En 1636, cela faisait déjà dix-huit ans que l'Europe était en guerre. La guerre de Trente Ans avait débuté en 1618. La France n'intervint dans le conflit que par puissances interposées, le Danemark puis la Suède, c'était ce que Richelieu appelait la « guerre couverte ». En 1635, cette position n'était plus tenable, la France entra dans le conflit, c'était « la guerre ouverte » avec la Maison de Habsbourg, c'est-à-dire l'Autriche et l'Espagne.
Corbie était, à cette époque, une ville fortifiée, une des villes de la Somme qui défendaient la frontière nord du royaume, l'Artois, faisant alors partie des Pays-Bas espagnols.

## Site
Le site de Corbie est caractérisé par la confluence de la Somme et de l'Ancre qui s'effectue par plusieurs bras. La Boulangerie se jette dans la Somme à Corbie, tandis que l'Ancre elle-même se jette dans le fleuve en aval de la ville à Aubigny.
D'autre part, la ville est entourée de marais et d'étangs qui sont autant de protections naturelles. Ses remparts médiévaux avaient été remaniés pour pouvoir résister aux attaques d'artillerie.

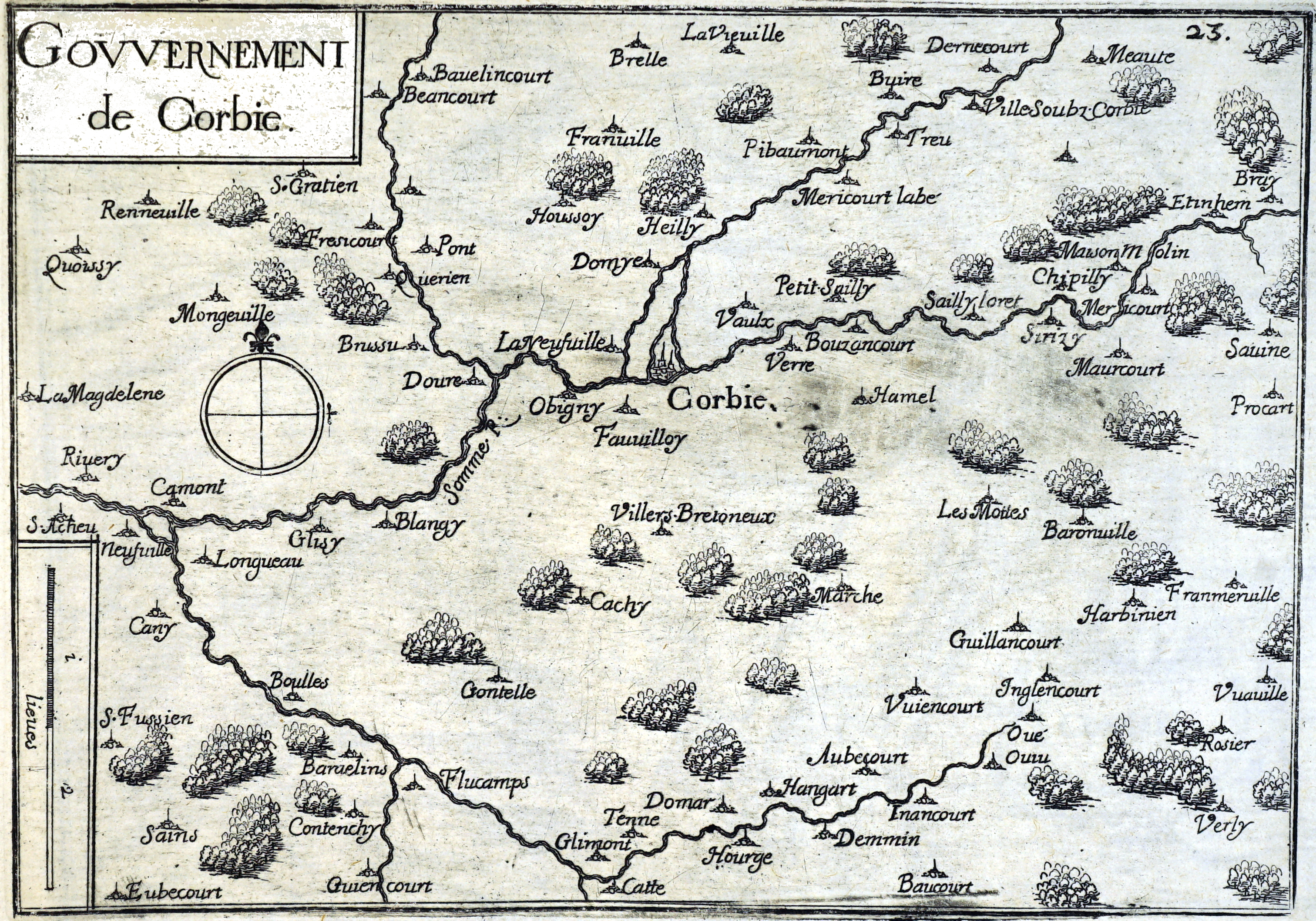
Le gouvernement de Corbie en 1634 par Christophe Tassin

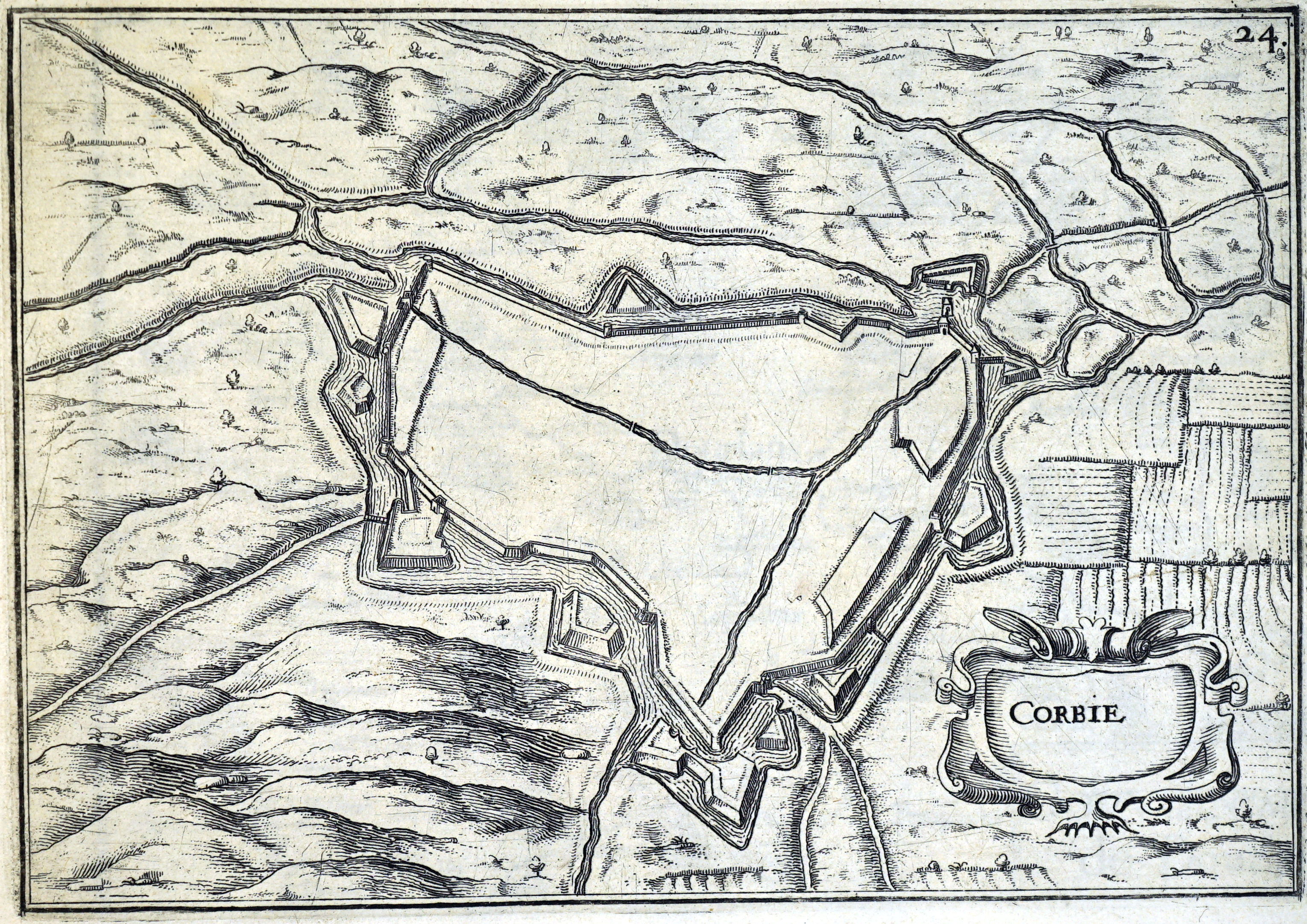
Fortifications de Corbie en 1634 par Christophe Tassin

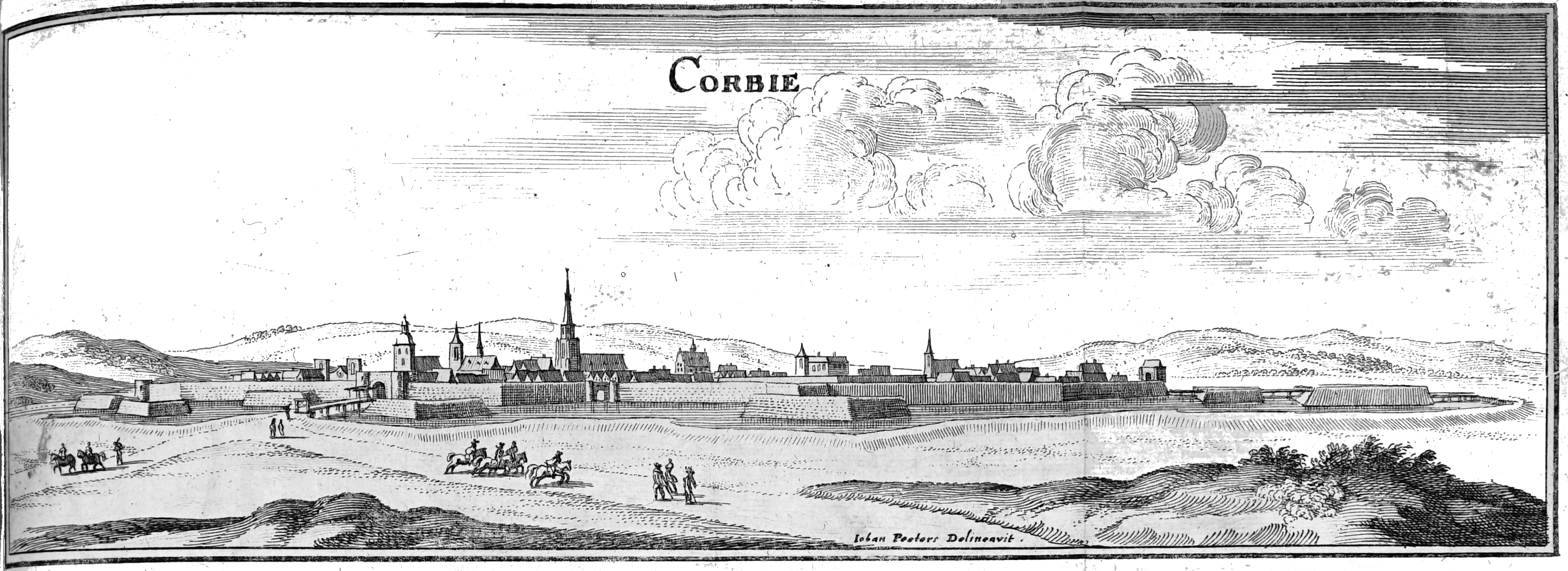
Vue de Corbie au XVII, in Topographia Galliæ, gravures de
Matthäus Merian, texte de Martin Zeiller (1655)

## Forces en présence

### Les chefs de guerre

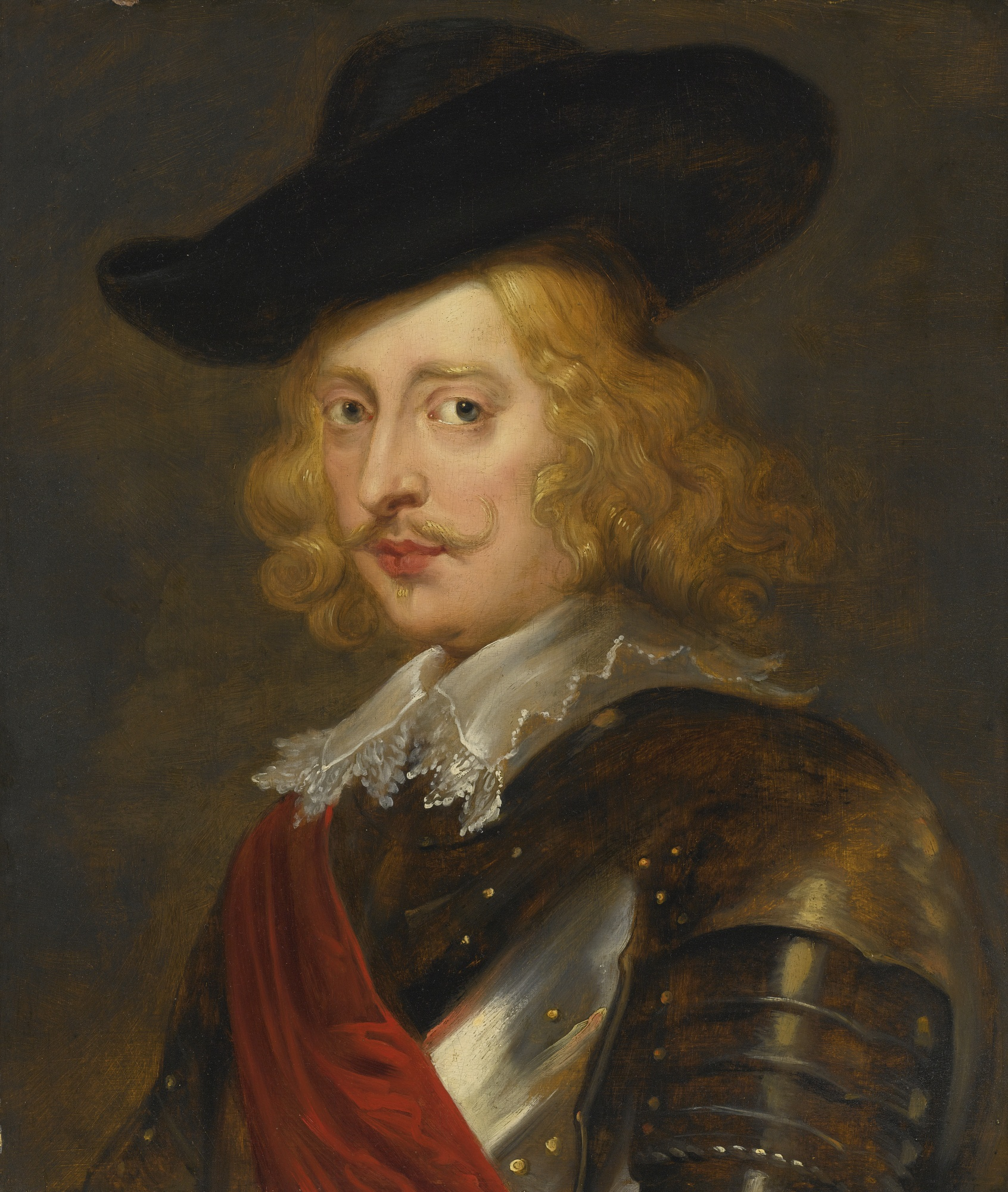
Le Cardinal-Infant
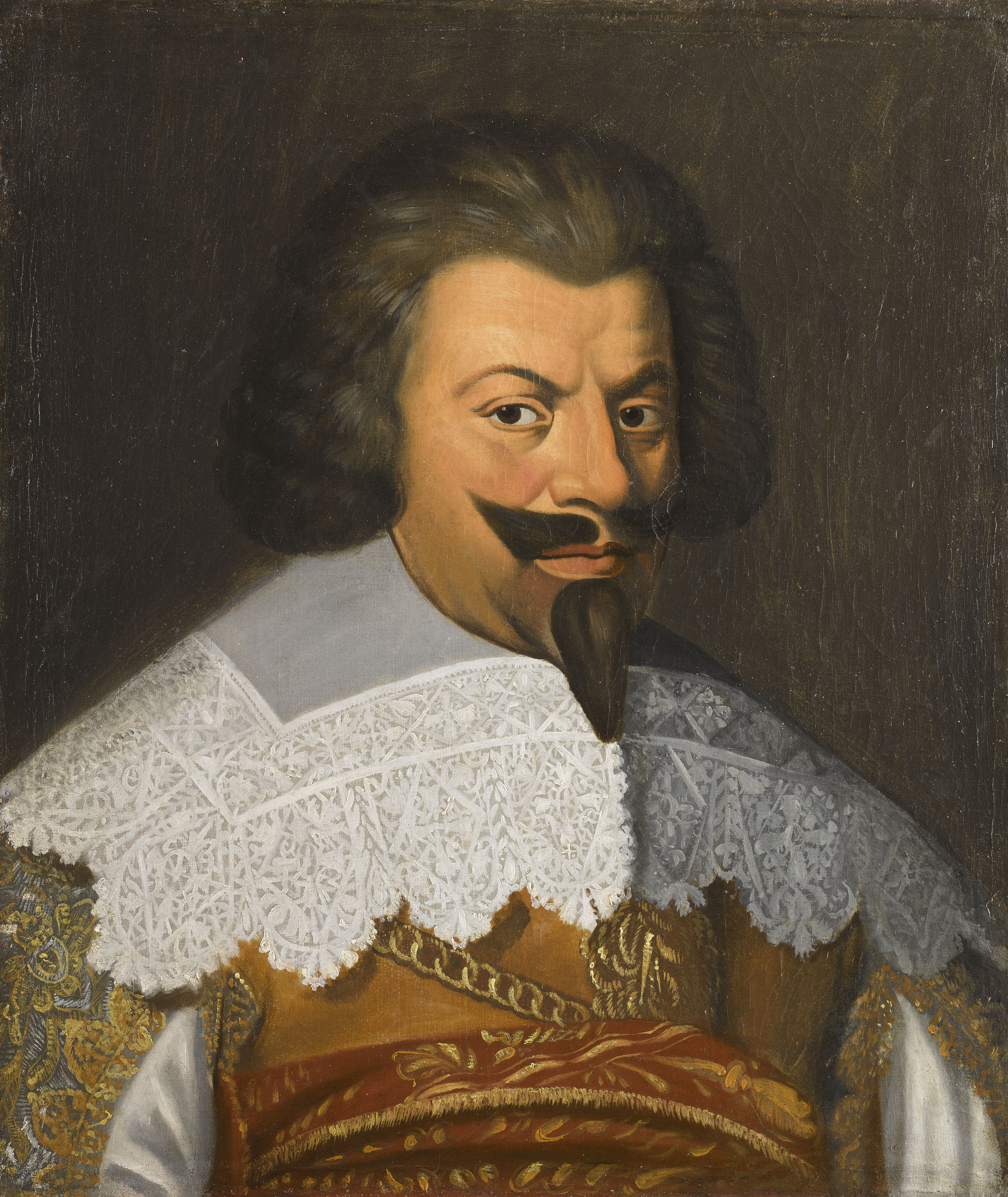
Jean de Werth
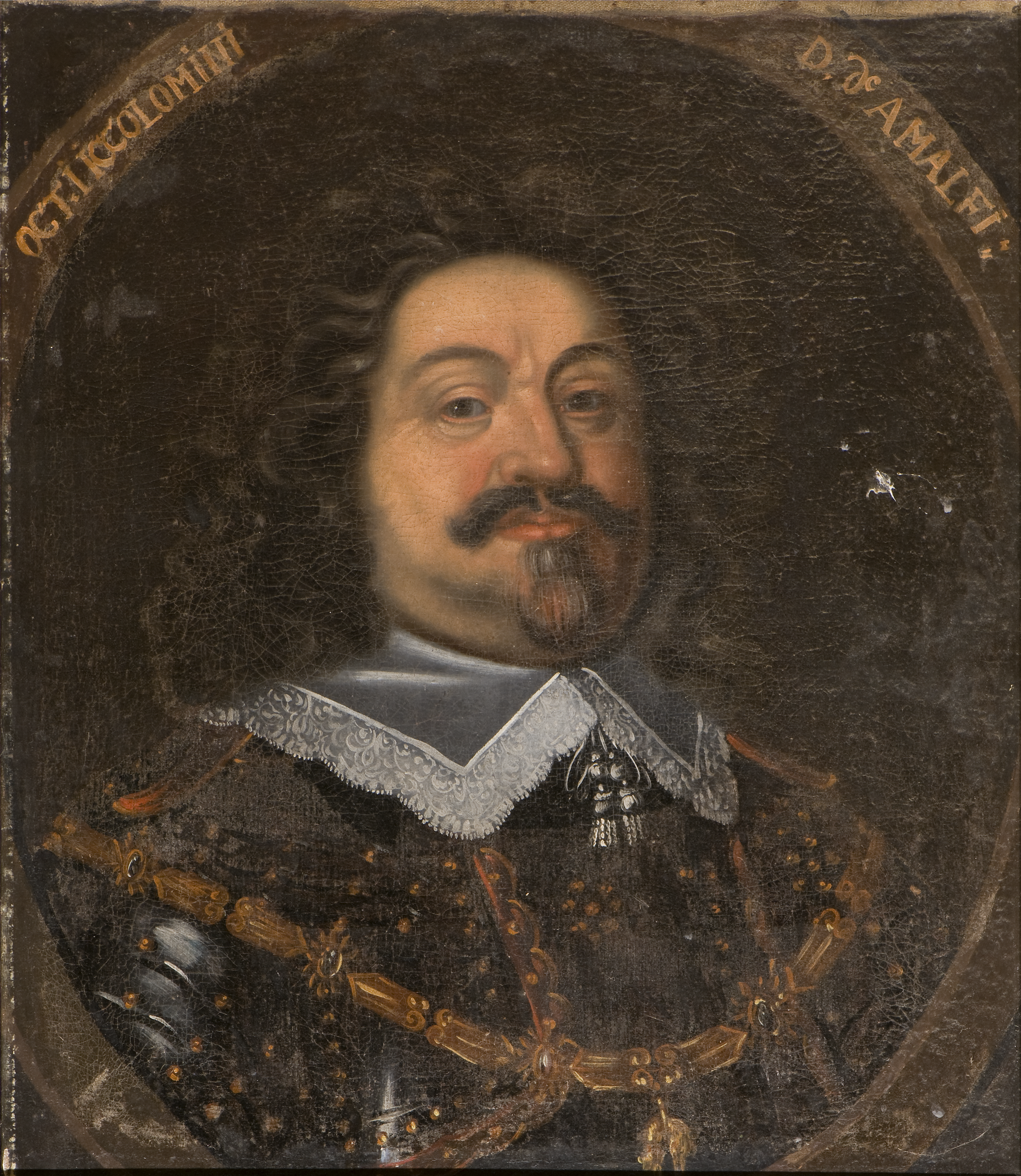
Ottavio Piccolomini
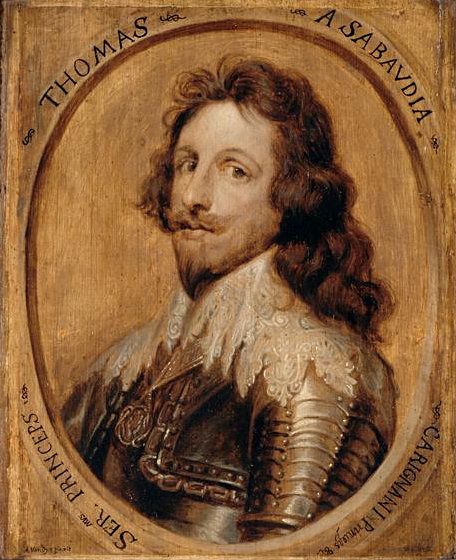
Thomas de Savoie-Carignan
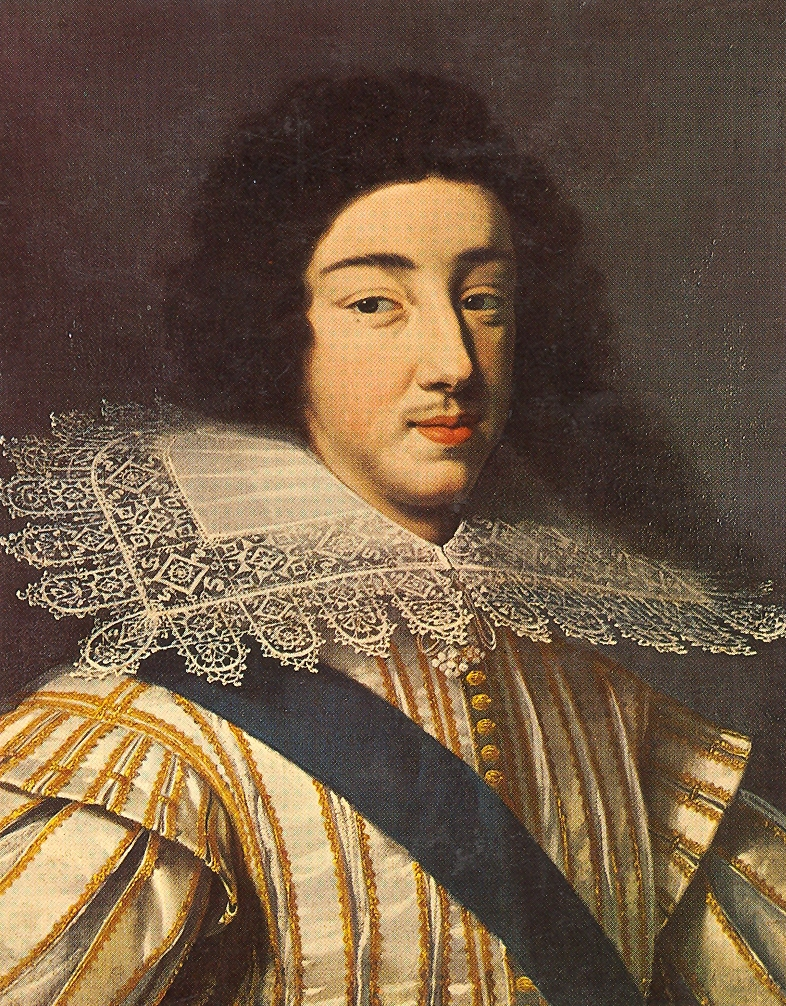
Gaston d'Orléans
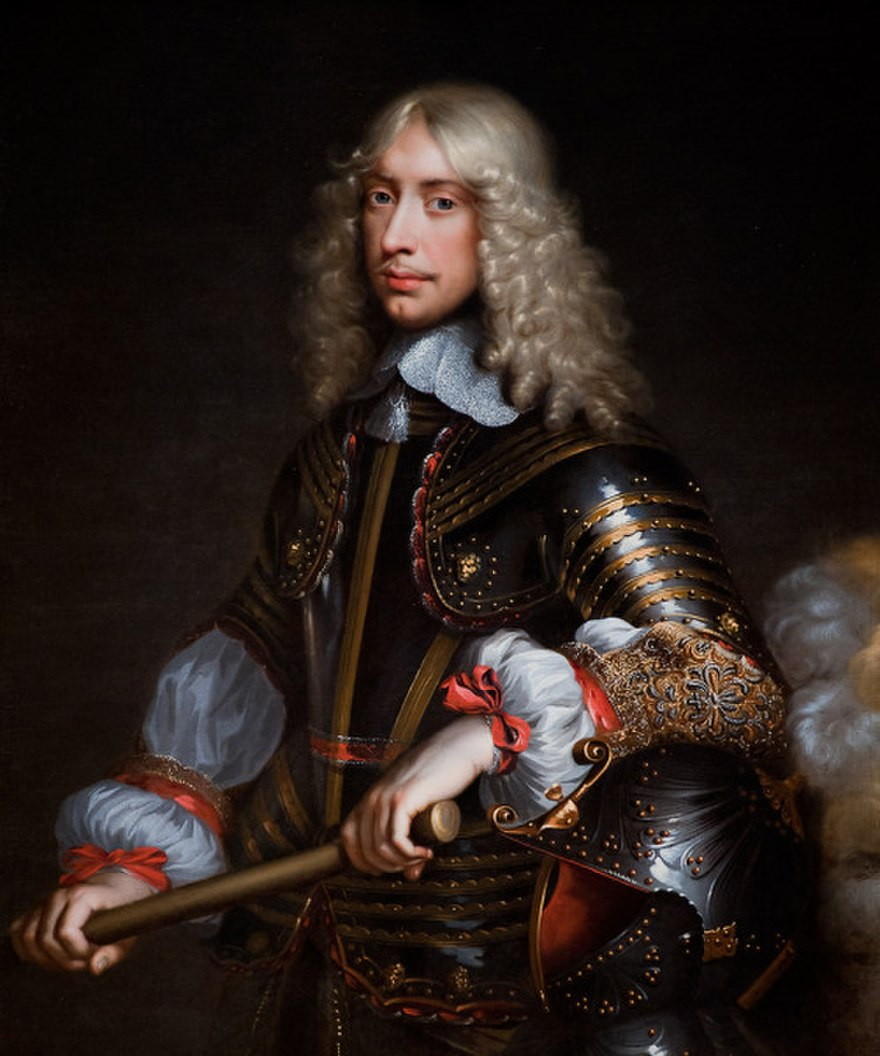
Le duc de Beaufort
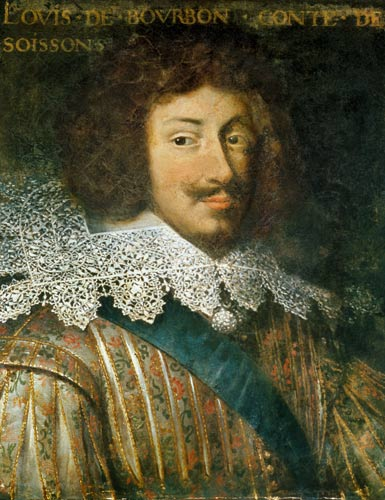
Le comte de Soissons
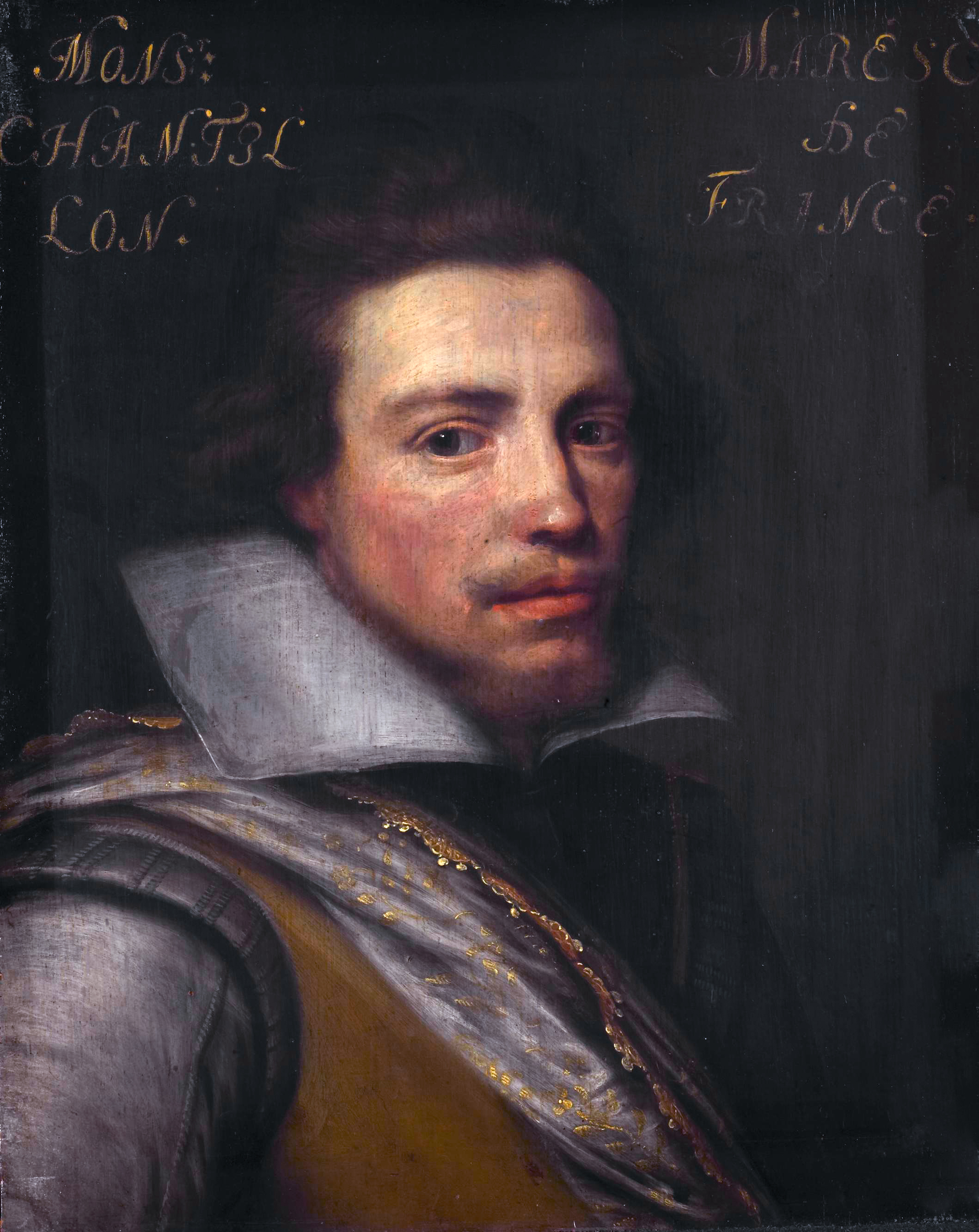
Le duc de Châtillon
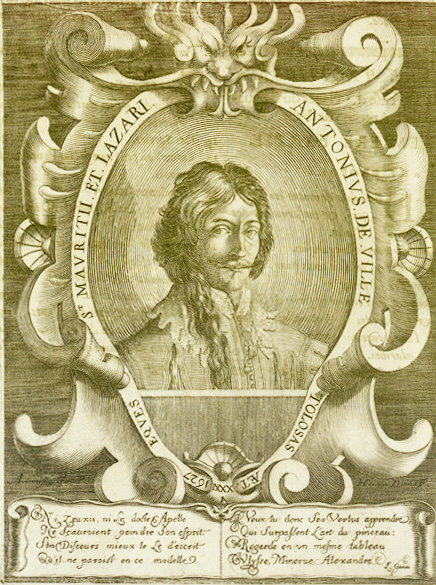
Antoine de Ville

## Prise de Corbie par les Espagnols

### L'offensive des troupes du roi d'Espagne
Le 2 juillet 1636, les troupes espagnoles commandées par le prince Thomas de Savoie-Carignan et Jean de Werth franchirent la frontière nord du royaume et prirent La Capelle le 8 juillet. Les Espagnols prirent ensuite Bohain-en-Vermandois, Vervins, Origny-Sainte-Benoite et Ribemont. Le 25 juillet, Le Catelet tomba à son tour. Le comte de Soissons avec 10 000 hommes de troupe fut dépêché pour empêcher les troupes espagnoles de franchir la Somme. Bray-sur-Somme résista mais fut détruit par les bombardements. Cependant, la Somme fut franchie par les Espagnols à Cerisy.
Les Espagnols pillèrent et incendièrent Saleux, Salouël et Longueau. Jean de Werth prit Roye, Ottavio Piccolomini et ses troupes ravagèrent les campagnes entre Somme et Oise. Ils firent des incursions jusque Pontoise. Seule Montdidier résistait.

### Les Espagnols dans Corbie
La place de Corbie était commandée par Maximilien de Belleforière, marquis de Soyécourt, qui disposait d'une garnison de 1 600 hommes. Face à eux, l'armée espagnole comptait 30 000 hommes. Belleforière préféra négocier une reddition pour éviter le pillage de la ville. La capitulation eut lieu le 15 août. Les assiégés conservèrent leur vie et leurs biens, la garnison put sortir avec armes et bagages et rejoindre Amiens. Les Espagnols entrèrent dans Corbie à 10 h du matin. 3 400 piétons et 250 cavaliers espagnols, allemands, flamands, wallons, savoyards, croates et polonais prirent possession de la ville.
Jean de Werth voulait marcher sur Paris tandis que Thomas de Savoie préféra piller la région des environs d'Amiens pour ravitailler les troupes. Au lieu de prendre la direction de Paris, les Espagnols s'enfermèrent dans la ville de Corbie tandis que le 21 septembre, le gros des troupes prit ses quartiers d'hiver en Artois. D'autre part, le 28 octobre, les troupes autrichiennes dirigées par Matthias Gallas assaillaient Saint-Jean-de-Losne en Bourgogne, sans réussir à forcer sa défense.

### Réactions françaises
À la nouvelle de la perte de Corbie, la panique s'empara des Parisiens, qui redoutaient que les 35 000 hommes du cardinal-infant don Fernando ne déferlassent sur leur ville. Les plus fortunés prirent la fuite vers le sud. Le cardinal de Richelieu lui-même céda un instant au découragement. Le père Joseph et Louis XIII lui rendirent son assurance. Il se montra dans les rues et y fut acclamé.
Louis XIII obtint des sept corps de métier que toutes les portes cochères fournissent un cavalier et les petites portes un fantassin. Il fit lever le ban et l'arrière-ban des nobles et des roturiers. Armes, munitions, vivres et chevaux furent réquisitionnés.
Richelieu conclut un traité avec les Provinces-Unies pour déclencher une offensive sur les Pays-Bas espagnols.
Le 1er septembre, Louis XIII quitta Paris à la tête d'une armée de 40 000 fantassins et 12 000 cavaliers en direction du nord.

## Siège et reprise de Corbie par les Français

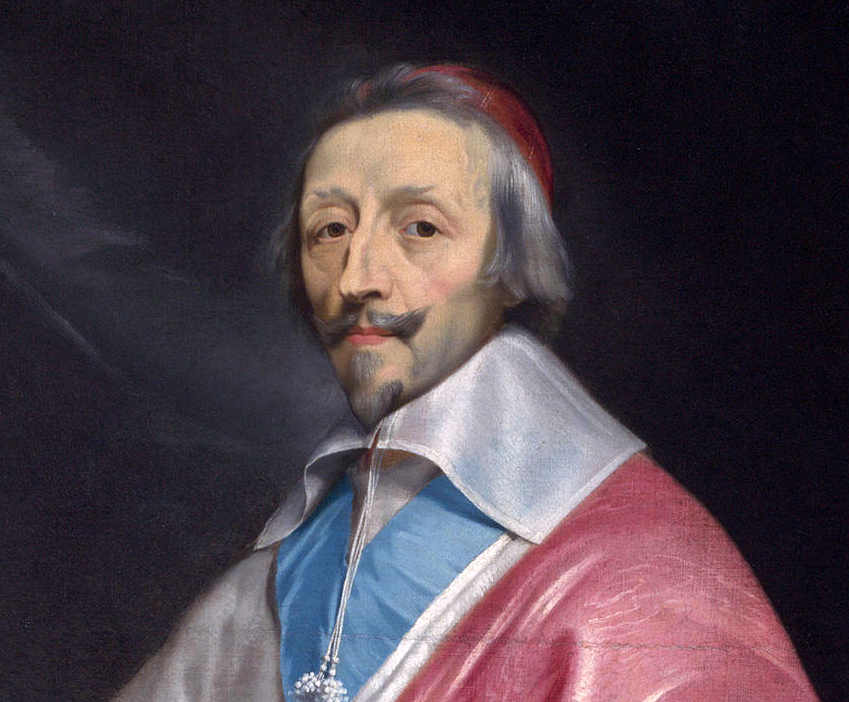
Le Cardinal de Richelieu par Philippe de Champaigne, Paris, Musée du Louvre

Monsieur, frère du roi (Gaston d'Orléans), reçut l'ordre de reprendre Roye et de marcher sur Corbie pour en préparer le siège, ce qu'il fit.
Cependant, ce fut Richelieu qui assura la direction des opérations de siège : « rien ne fut commencé sans son conseil, rien ne fut fait sans son aveu, il était le véritable auteur et le maître de tout le siège », nous dit Jean de Ville.
Une série de coups de main, perpétrés par des habitants de la région dirigés par Philippe Carette et Michel Patou de la ville d'Albert aidés de Louis et Charles Bozodemetz, Romain Dethez, Fleury Dupré, Nicolas Michel de Fouilloy ainsi que de Jean Pie, Philippe de Sapigny, Pierre Debrie de Corbie sans oublier Antoine Devisme d'Aubigny, parvinrent à affaiblir l'ennemi. Destruction du corps de garde d'une des portes de la ville, destruction d'un moulin, détournement de la rivière Boulangerie pour empêcher d'autres moulins de fonctionner… espionnage à l'intérieur de la ville, etc.
Louis XIII arriva à Montdidier le 24 septembre. Il s'installa au château de Démuin pour suivre de plus près les opérations de siège.
À partir du 6 octobre, sur ordre de Richelieu, la ville de Corbie fut cernée par un fossé creusé autour des remparts, des circonvallations et des forts en bois furent construits. Les travaux s'effectuaient sous la conduite d’Antoine de Ville, ingénieur du roi qui en avait tracé les plans. Les soldats creusaient les tranchées et édifiaient les forts sous la canonnade de l'ennemi. Le 11 octobre, un habitant compta 800 volées de canon.
Les assiégés tentèrent une sortie, sans succès. Une armée de secours espagnole commandée par Jean de Werth était en Artois le 25 octobre ; elle ne parvint pas à rejoindre Corbie.
Le 25 octobre, à Amiens, le roi tint un conseil de guerre, la circonvallation étant pratiquement terminée, Richelieu souhaita que le roi se retire à Chantilly, les troupes étant frappées par la peste et la dysenterie. Le 26 octobre, il fut décidé de prendre Corbie par la force avant l'hiver. Le 2 novembre, les assaillants passèrent à l'attaque.
Au cours du siège, le camp de Gaston de France, duc d'Orléans — qui faisait office de lieutenant général des armées du roi en Picardie — était établi à Querrieu ; les premiers hôpitaux de campagne furent installés à Querrieu et à Bussy-lès-Daours. Des ingénieurs, tels que Antoine de Ville et Pierre de Conty d'Argencour, furent mobilisés pour accélérer la chute de la place. François de Clermont-Tonnerre se distingua durant le siège, tout comme François de Vendôme, futur duc de Beaufort (1665), alors âgé de vingt ans.
On apprit, le 4 novembre, que l'ennemi ne possédait plus que 800 à 900 soldats valides dans la place. L'artillerie française ébranlait chaque jour un peu plus les défenses de la ville. Minés par la maladie et privés d'approvisionnement, les Espagnols demandèrent à négocier leur reddition, le 9 novembre ; l'ennemi capitula le 14 novembre. Le siège de Corbie avait duré six semaines.

## Conséquences

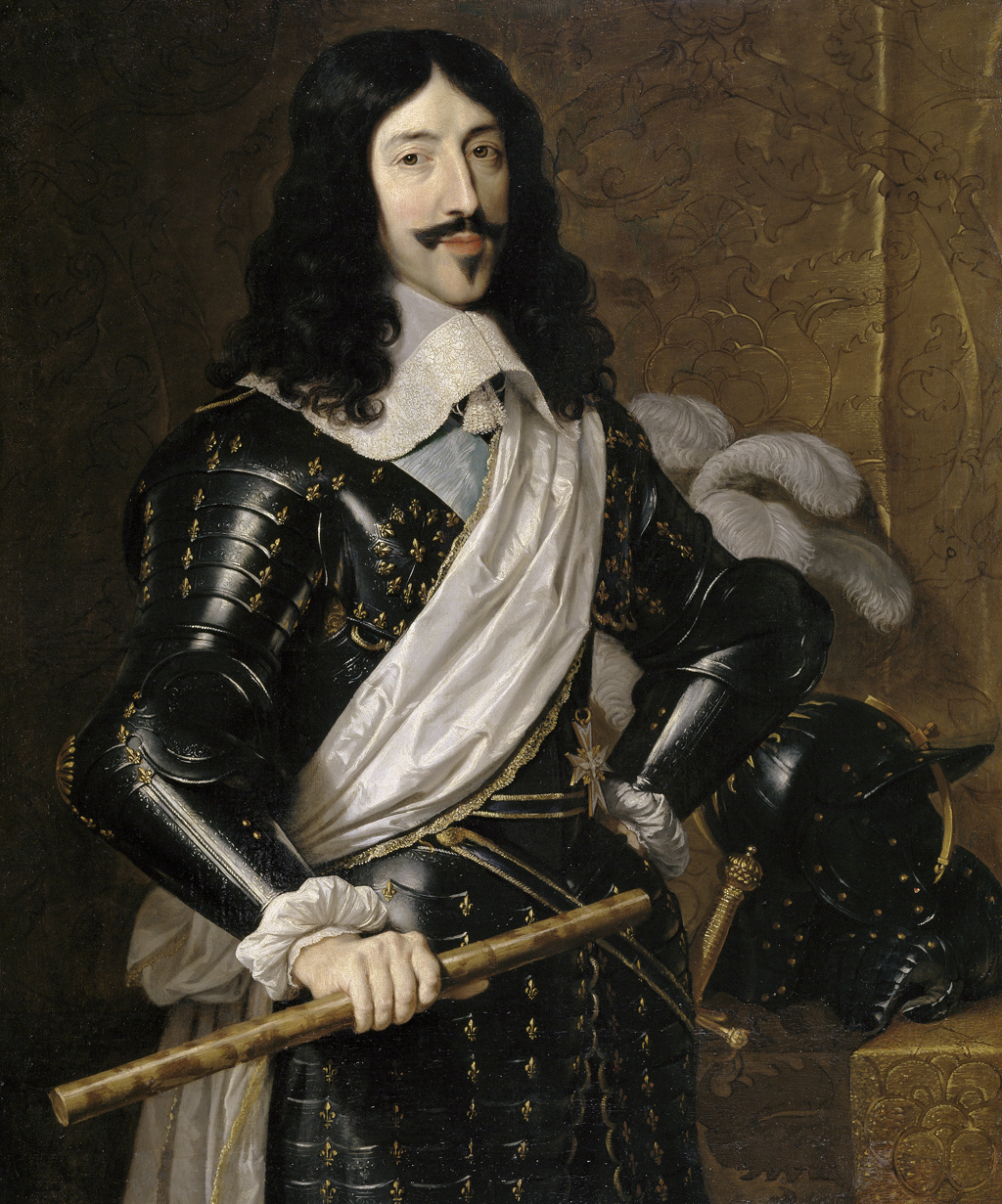
Louis XIII, roi de France par Philippe de Champaigne (1655), Madrid, Musée du Prado

- La menace espagnole qui pesait sur la capitale était écartée, l'ennemi avait quitté le royaume.

- Par une déclaration de Louis XIII écrite à Chantilly le 14 novembre 1636, la ville de Corbie était « privée et déchue de tous ses privilèges, octrois, immunités… » Les biens des bourgeois ayant pactisé avec l'ennemi furent confisqués, certains furent pendus à Amiens. Un procès devait être intenté aux religieux qui avaient désobéi au roi, ils furent internés à la prison des Minimes et l'abbaye de Corbie confiée à la garde du clergé séculier[3].

- Le marquis de Soyécourt, réfugié en Angleterre avait été condamné à mort par contumace et brûlé en effigie à Amiens le 29 octobre.

- La Picardie, particulièrement la région de Corbie et d'Albert, l'Amiénois, le Santerre entre Somme et Oise… était effroyablement ravagée[6], les villes (Corbie, Albert, Bray…) et les villages alentour avaient été pillés et brûlés par les troupes espagnoles puis par les troupes françaises qui pratiquèrent pour des raisons stratégiques le « dégât » (la destruction systématique pour priver l'adversaire de subsistance et de lieux de retranchement)[7], détruisant même les églises[6]. Les villages étaient désertés, les paysans avaient cherché refuge dans les muches ou les forêts; cadavres humains et animaux s'entassaient dans les étables[8]…

- La prestigieuse abbaye de Corbie, fondée en 662 perdit une partie de sa précieuse bibliothèque[Note 3].

- Le 11 mars 1638, Louis XIII accordait de nouveaux privilèges à la ville de Corbie désertée pour y attirer de nouveaux habitants: exemption de taille, privilèges pour la création de manufactures de draps, sayes, etc.[3].

- Charles de Belleforière-Soyécourt fut réhabilité en 1643, après la mort de Richelieu, et ses biens lui furent restitués. Le roi l'indemnisa pour la destruction de son château de Tilloloy[3].

- L'annexion de l'Artois au royaume de France par la Paix des Pyrénées de 1659 fit perdre à Corbie son rôle de place forte[3].